# Melanargia ulbrichi
Melanargia ulbrichi är en fjärilsart som beskrevs av Aigner 1907. Melanargia ulbrichi ingår i släktet Melanargia och familjen praktfjärilar. Inga underarter finns listade i Catalogue of Life.